# 1532 en littérature
| Années de la littérature : 1529 - 1530 - 1531 - 1532 - 1533 - 1534 - 1535    |
| Décennies de la littérature : 1500 - 1510 - 1520 - 1530 - 1540 - 1550 - 1560 |

Cet article présente les faits marquants de l'année 1532 en littérature.

## Parutions
- 4 janvier : Le Prince parait pour la première fois, cinq ans après la mort de Nicolas Machiavel sous le titre d'Il Principe chez Antonio Blado à Rome[1].
- 12 janvier : édition parisienne du De Orbe Novo Decades (1516) de Pierre Martyr d'Anghiera par Simon de Colines sous le titre Extraict ou Recueil des isles nouvellement trouvees en la grant mer Oceane[2].

- 20 juillet : première édition des œuvres de François Villon publiée à Paris chez Galliot du Pré[3].

- 12 août : L’Adolescence clémentine, recueil de poésies de Clément Marot, publié chez Pierre Roffet à Paris[4].
- 1er octobre : publication de la version définitive d'Orlando furioso (« Roland furieux »), épopée de l’Arioste, chez Francesco Rosso da Valenza à Ferrare[5].

- 3 novembre : mise en vente à la foire de Lyon du premier roman de l'écrivain français François Rabelais Pantagruel publié chez l'imprimeur lyonnais Claude Nourry sous le titre Les horribles et épouvantables faits et prouesses du très renommé Pantagruel Roi des Dipsodes, sous le pseudonyme d’Alcofrybas Nasier[6].

## Naissances
- 19 février : Jean-Antoine de Baïf, poète français († 1589).
- Étienne Jodelle, poète et dramaturge français († 1573).